# Guido De Vos
Guido De Vos (Duffel, 23 september 1938) is een Belgisch politicus voor CD&V. Hij was burgemeester van Duffel.

## Levensloop
Hij behaalde enkel een diploma lager onderwijs. Wel volgde hij drie jaar avondschool. Van 1962 tot 1998 had hij zijn eigen melkveebedrijf.
In de jaren 70 was hij een tijdlang ondervoorzitter en voorzitter van CVP Duffel. Vervolgens werd hij bij de gemeenteraadsverkiezingen van 1976 verkozen tot gemeenteraadslid en aangesteld tot OCMW-voorzitter. Deze functie bekleedde hij tot 2000. Na de verkiezingen van dat jaar werd hij burgemeester van zijn gemeente. In 2003 kwam hij even in opspraak nadat VLD-OK Duffel insinueerde dat De Vos een grootscheepse Wodca-controle zou hebben trachten te verhinderen. De burgemeester ontkende met klem. Onder zijn bestuur haalde CD&V in 2006 - in kartel met N-VA - een absolute meerderheid (14/25 zetels).
Nadat voormalig kartelpartner N-VA na de gemeenteraadsverkiezingen van 2012 een bestuursakkoord sloot met sp.a en Groen, moest De Vos aftreden als burgemeester, wel bleef hij in de gemeenteraad zetelen. Voor de verkiezingen had De Vos nog aangegeven geen schrik te hebben voor het De Wever-effect in Duffel en hoopte hij op een absolute meerderheid. Hij werd opgevolgd door Marc Van der Linden (N-VA).